# 臺灣禁歌列表
臺灣禁歌列表，是臺灣歷年來被統治當局以各種原因查禁的歌曲列表。以下為敘述方便，採按年份排列。

## 日治時期

### 街頭的流浪
或稱「失業兄弟」，是臺灣迄今確知的第一首禁歌。守真作詞，周玉當作曲， 青春美(藝名)演唱，由臺灣泰平唱片公司於1934年12月發行，臺灣閩南語版。歌詞為：
|  | 景氣一日一日歹，生理一日一日害，頭家無趁錢，返來食家己。唉唷！唉唷！無頭路的兄弟。 |

（景氣一天比一天壞，生意一天比一天差，老闆沒賺錢，回家吃自己，唉唷！唉唷！沒有工作的兄弟。）
由於本曲描述了當時臺灣的嚴重失業情況，於是才發行了不到一個月，就被當局查禁，但已經銷售出一萬張。另一說是因為1935年臺灣總督府要舉辦始政四十年博覽會，所以預先查禁一切負面宣傳。

### 丟丟銅仔
1943年4月20日，厚生演劇研究會公演舞台劇，將丟丟銅仔、一隻鳥仔哮救救與六月田水三曲搬上舞臺，違反了當時日本政府對於方言「只准演奏，不准演唱」的規定，因而被禁。

## 戰後時期
戰後時期第一首被禁的是〈漁舟唱晚〉，為一首小提琴與國樂協奏曲，1960年2月9日臺灣警備總司令部倡偵字第零四五號代電。第一階段第一首遭禁的國語流行歌，則是警備總部該年8月3日倡偵字三八○號代電查禁的〈月落烏啼〉。
當時所發布的十大查禁原因：1.意識左傾，為匪宣傳；2.抄襲共匪宣傳作品之曲譜；3.詞句頹喪，影響民心士氣；4.內容荒謬怪誕，危害青年身心；5.意境誨淫，妨害善良風俗；6.曲詞狂蕩，危害社教；7.鼓勵狠暴仇鬥，影響地方治安；8.反映時代錯誤，使人滋生誤會；9.文詞粗鄙，輕佻嬉罵；10.幽怨哀傷，有失正常。
1988年2月11日、2月29日及3月11日，行政院新聞局邀丑輝英、汪精輝、涂敏恆、張昊、謝君儀、李芳育等六人召開三次重審會，讓將近三分之二的禁歌宣布解禁。